# ビル・ホプキンス (作曲家)
ビル・ホプキンス (Bill Hopkins、またはG. W. Hopkins、1943年6月5日 - 1981年3月10日) は、イギリスの現代音楽の作曲家、批評家。

## 略歴
ランカシャーで基礎教育を受けた後、エドムンド・ラッブラとエゴン・ヴェレシュに師事、その後留学してオリヴィエ・メシアンの門を叩くが、以前より私淑していたジャン・バラケに師事。そのまま「セリー技法」の正嫡の音楽家となって注目を浴びる。バラケのピアノソナタのLPを擦り切れるほど聴いた（griffith, 1996）ことが彼の道を決定付ける。
その後は作曲よりも評論と翻訳に仕事を移していたために、作曲活動は中断したものと思われていた。しかし、1973年に37歳で心臓発作のために急逝し、遺族がビルの遺作を公開したあたりから、イギリス国内で再クローズアップされる。作品の中核をなす「音列練習曲」は50分を超える大作であり、この作品を完全に演奏できるのは世界でただ一人ニコラス・ハッジスしかいない。そのためにダルムシュタット国際夏季現代音楽講習会で特集が組まれた。
作曲家としては、現代の傾向から完全に離脱した場所で独自に探求を行っていたためか、リズム技法や音列の感覚も時代の流行からかけ離れていたものだったが、伝統を破壊するための音列ではなく、むしろ拡張するための自由度であったことが判明している。その結果として、ドビュッシーのようなグリッサンドやアグレマンがシステムとは無関係に挿入されることがあり、バラケの厳しさとは逆を向いた「軽さ」が演出されている。ドビュッシー作品の編曲が遺稿から発見されておりTempo誌で話題となった。
未完の作品もバラケと同様にあり、彼と同じく完成された作品は編曲を含めてもわずか9作と大変に少ないものであった。音列練習曲は全曲校正版を出版する計画がまだある。